# Lugger Glacier
Lugger Glacier är en glaciär i Antarktis. Den ligger i Östantarktis. Nya Zeeland gör anspråk på området. Lugger Glacier ligger 1 973 meter över havet.
Terrängen runt Lugger Glacier är kuperad åt sydväst, men åt nordost är den bergig. Lugger Glacier ligger uppe på en höjd. Trakten är obefolkad. Det finns inga samhällen i närheten. 